# Suzuki Cappuccino

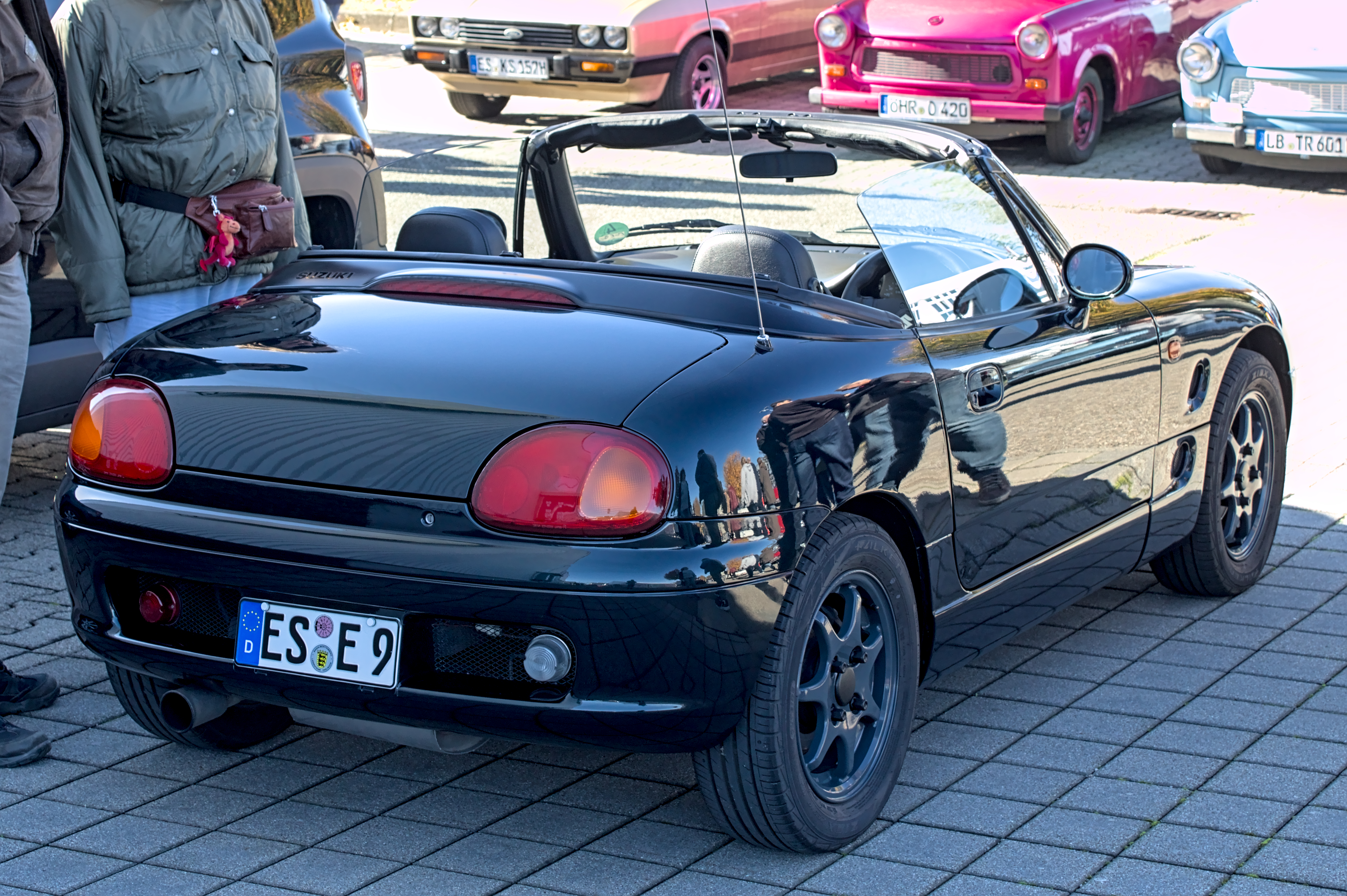

Cappuccino é um carro produzido pela Suzuki. É um carro pequeno de 2 portas. Pesando apenas 700 kg, o Cappuccino possui um motor de 3 cilindros, com 657 cc. Foi originalmente equipados com o motor F6A. Mais tarde, os modelos foram equipados com um motor K6A. Ambos são DOHC de 12 válvulas, turbo. Seus concorrentes mais próximos são o Mazda Autozam AZ-1 e o Honda Beat.

## Motorização
O motor F6A 3 cilindros, 12 válvulas DOHC, turbo com intercooler (originalmente desenvolvido para o Alto Works). Era montado na verticalmente, gerava 64 cv (47 kW) de potência a 6500 rpm — que durante sua produção era a potência máxima permitida por lei para os kei car. No final de sua vida o modelo também foi equipado com um K6A 3 cilindros, 12 válvulas DOHC, turbo com intercooler, todo em alumínio — que também foi desenvolvido originalmente para o Alto Works da mesma época.

## Vendas fora do Japão

### Versão européia
Em 1991 a Suzuki GB, SGB, (Filial da marca no Reino Unido) abriu discussões com a Suzuki Motor Corporation, SMC, (a empresa matriz) sobre o lançamento do carro no Reino Unido e assim satisfazer as necessidades de mercado. Foram necessários 18 meses de negociação e cooperação técnica entre a SMC e a SGB para o Suzuki Cappuccino ser aprovado e homologado pelos órgãos britânicos. Foram feitas 23 adaptações no total entre a versão japonesa e a europeia, para que o carro atendesse as regulamentações do país em questão. Todas essas adaptações foram feitas na planta de Kosai, Shizuoka pelo departamento de exportação da empresa.
Em outubro de 1992, o Cappuccino fez sua primeira aparição em publico fora do japão, no Salão Internacional de Automóvel Britânico. Durante sua apresentação em Birmingham, ele foi prestigiado com dois prêmios de design pelo IBCAM, sendo eles: "Melhor carro esportivo por menos de £20,000" e "Melhor carro do evento".
Em outubro de 1993, foi oficialmente lançado no Reino Unido por £11,995. Devido ao sucesso inicial do carro no Japão e à cota de importação de produtos japoneses para o Reino Unido, a alocação original de 1.500 carros foi reduzida para 1.182. Tais quantidades limitadas ditaram a escolha de cores "simples", sendo: vermelho e prata, sendo 80% e 20%, respectivamente, a proporção de carros nessas cores. Entre 1993 e 1995, foram registados no Reino Unido um total de 1.110 unidades, sendo esse o saldo da soma de vendas de todos os outros distribuidores da Suzuki em toda a Europa: Alemanha, França, Países Baixos e Suécia.